# Josef Dvořák (Radsportler)
Josef Dvořák (* 20. September 1952) ist ein ehemaliger tschechoslowakischer Radrennfahrer.

## Sportliche Laufbahn
Dvořák war im Straßenradsport aktiv. 1975 siegte er im Etappenrennen Slowakei-Rundfahrt vor Rudolf Labus. 1976 holte er einen Etappensieg in der Rundfahrt. 1979 gewann er eine Etappe der Uniqa Classic in Österreich. Mit der Nationalmannschaft der Tschechoslowakei bestritt er das britische Milk Race, die Jugoslawien-Rundfahrt und die Schweden-Rundfahrt. Er startete für die Vereine „Dukla Trenčín“ und „Spartak ZŤS Dubnica“.

## Berufliches
Nach seiner aktiven Karriere war er Assistent der Sportlichen Leiter im Radsportteam Dukla Trencin Trek.